# Stator pruininus
Stator pruininus är en skalbaggsart som först beskrevs av Horn 1873.  Stator pruininus ingår i släktet Stator och familjen bladbaggar. Inga underarter finns listade i Catalogue of Life.